# Педерсен, Педер Ларсен
Педер Ларсен Педерсен (дат. Peder Larsen Pedersen; 30 ноября 1880, Дания — 20 января 1966, Кертеминне) — датский гимнаст, серебряный призёр летних Олимпийских игр 1912 года в командном первенстве по шведской системе.